# اکوره
اکوره (به لاتین: Akouré) یک منطقهٔ مسکونی در ساحل عاج است که در Lagunes واقع شده‌است.